# Seznam prefektů Kongregace pro evangelizaci národů
- Antonio Maria Sauli (1622)
- Ludovico Ludovisi (1622–1632)
- Antonio Barberini (1632–1671)
- Paluzzo Paluzzi Altieri degli Albertoni (1671–1698)
- Carlo Barberini (1698–1704)
- Giuseppe Sacripante (1704–1727)
- Vincenzo Petra (1727–1747)
- Silvio Valenti Gonzaga (1747–1756)
- Giuseppe Spinelli (1756–1763)
- Giuseppe Maria Castelli (1763–1780)
- Leonardo Antonelli (1780–1795)
- Hyacinthe Sigismond Gerdil, B. (1795–1802)
- Stefano Borgia (1798–1804)
- Antonio Dugnani (pro-prefekt 1804–1805)
- Michele Di Pietro (1805–1814)
- Lorenzo Litta (1814–1818)
- Francesco Luigi Fontana, B. (1818–1822)
- Ercole Consalvi (1822–1824)
- Giulio Maria della Somaglia (1824–1826)
- Mauro Cappellari, O.S.B.Cam. (1826–1831)
- Carlo Maria Pedicini (1831–1834)
- Filippo Fransoni (1834–1856)
- Alessandro Barnabò (1856–1874)
- Alessandro Franchi (1874–1878)
- Giovanni Simeoni (1878–1892)
- Mieczysław Halka-Ledóchowski (1892–1902)
- Girolamo Maria Gotti, O.C.D. (1902–1916)
- Domenico Serafini, O.S.B. (1916–1918)
- Willem Marinus van Rossum, C.SS.R. (1918–1932)
- Pietro Fumasoni Biondi (1933–1960)
- Samuel Alphonse Stritch (proprefekt 1958)
- Grégoire-Pierre XV Agagianian (1958–1970)
- Agnelo Rossi (1970–1984)
- Dermot Ryan (proprefekt 1984–1985)
- Jozef Tomko (1985–2001)
- Crescenzio Sepe (2001–2006)
- Ivan Dias (2006–2011)
- Fernando Filoni (2011–2019)
- Luis Antonio Tagle (2019–2022)